# Viver i Serrateix
Viver i Serrateix är en kommun i Spanien.   Den ligger i provinsen Província de Barcelona och regionen Katalonien, i den östra delen av landet, 500 km öster om huvudstaden Madrid. Antalet invånare är 178. Arean är 67 kvadratkilometer. Viver i Serrateix gränsar till Montclar, Casserres, Puig-reig, Navàs, Cardona och Montmajor. 
Terrängen i Viver i Serrateix är kuperad åt sydväst, men åt nordost är den platt.